# Angitia (noctuídeos)
Angitia (Arctiidae) é um gênero de traça pertencente à família Arctiidae.